# Івановка Друга
Іва́новка Дру́га (рос. Ивановка Вторая) — село у складі Сорочинського міського округу Оренбурзької області, Росія.

## Населення
Населення — 386 осіб (2010; 433 у 2002).
Національний склад (станом на 2002 рік):
- росіяни — 97 %